# جوزفین کاتاپانو
جوزفین کاتاپانو (انگلیسی: Joséphine Catapano; ۲۹ دسامبر ۱۹۱۸ – ۱۴ مهٔ ۲۰۱۲) عطرساز آمریکایی بود.